# De wilde dieren van Tarzan
De wilde dieren van Tarzan (Engelse titel: The Beasts of Tarzan) is een roman geschreven door Edgar Rice Burroughs, de derde in zijn reeks van vierentwintig boeken over het titelpersonage Tarzan. Het werd voor het eerst gepubliceerd in het pulp-tijdschrift All-Story Cavalier in 1913. De eerste boekeditie werd uitgebracht in 1916. De eerste Nederlandse vertaling kwam uit in 1920.